# Lac de Fully
Lac de Fully är en sjö i Schweiz.   Den ligger i kantonen Valais, i den sydvästra delen av landet, 90 km söder om huvudstaden Bern. Lac de Fully ligger 2 111 meter över havet. Arean är 0,16 kvadratkilometer. Den sträcker sig 0,6 kilometer i nord-sydlig riktning, och 0,4 kilometer i öst-västlig riktning.
Trakten runt Lac de Fully består i huvudsak av gräsmarker. Runt Lac de Fully är det ganska tätbefolkat, med 149 invånare per kvadratkilometer.